# Hương Khê (thị trấn)
Hương Khê là thị trấn huyện lỵ của huyện Hương Khê, tỉnh Hà Tĩnh, Việt Nam.

## Địa lý
Thị trấn Hương Khê có vị trí địa lý:
- Phía đông giáp xã Gia Phố và xã Lộc Yên
- Phía tây giáp xã Hương Long
- Phía nam giáp xã Phú Phong và xã Phú Gia
- Phía bắc giáp xã Gia Phố và xã Hương Long.

Thị trấn Hương Khê có diện tích 5,66 km², dân số năm 2015 là 10.768 người, mật độ dân số đạt 1.902 người/km².

## Hành chính
Thị trấn Hương Khê được chia thành 18 tổ dân phố: 1, 2, 4, 5, 6, 7, 8, 9, 10, 11, 12, 13, 14, 15, 16, 17, 18, 19.

## Lịch sử
Năm 2009: Mở rộng thị trấn Hương Khê thuộc huyện Hương Khê trên cơ sở điều chỉnh 127,80 ha diện tích tự nhiên và 513 người của xã Hương Long; 89,08 ha diện tích tự nhiên và 792 người của xã Gia Phố; 41,14 ha diện tích tự nhiên và 431 người của xã Phú Phong; 3,25 ha diện tích tự nhiên và 77 người của xã Phú Gia.
Ngày 17 tháng 7 năm 2019, HĐND tỉnh Hà Tĩnh ban hành Nghị quyết số 157/NQ-HĐND về việc sáp nhập tổ dân phố 3 vào tổ dân phố 1, tổ dân phố 2, tổ dân phố 8.